# Gádor István

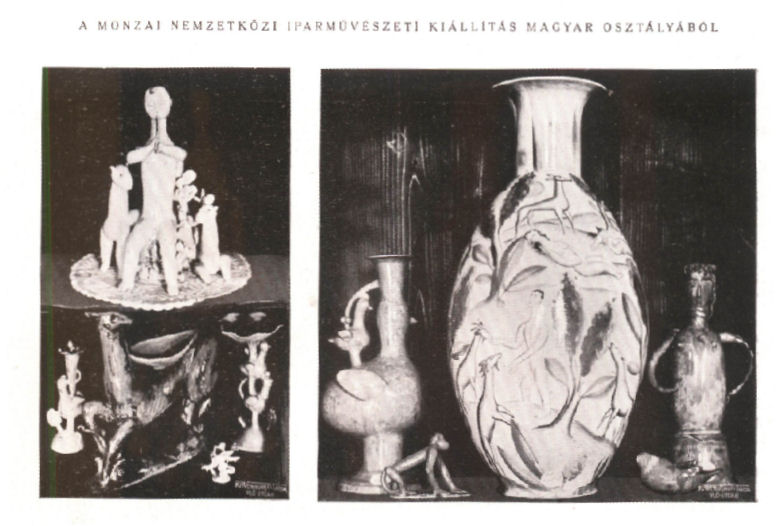
Gádor I. kerámiák 1921-30

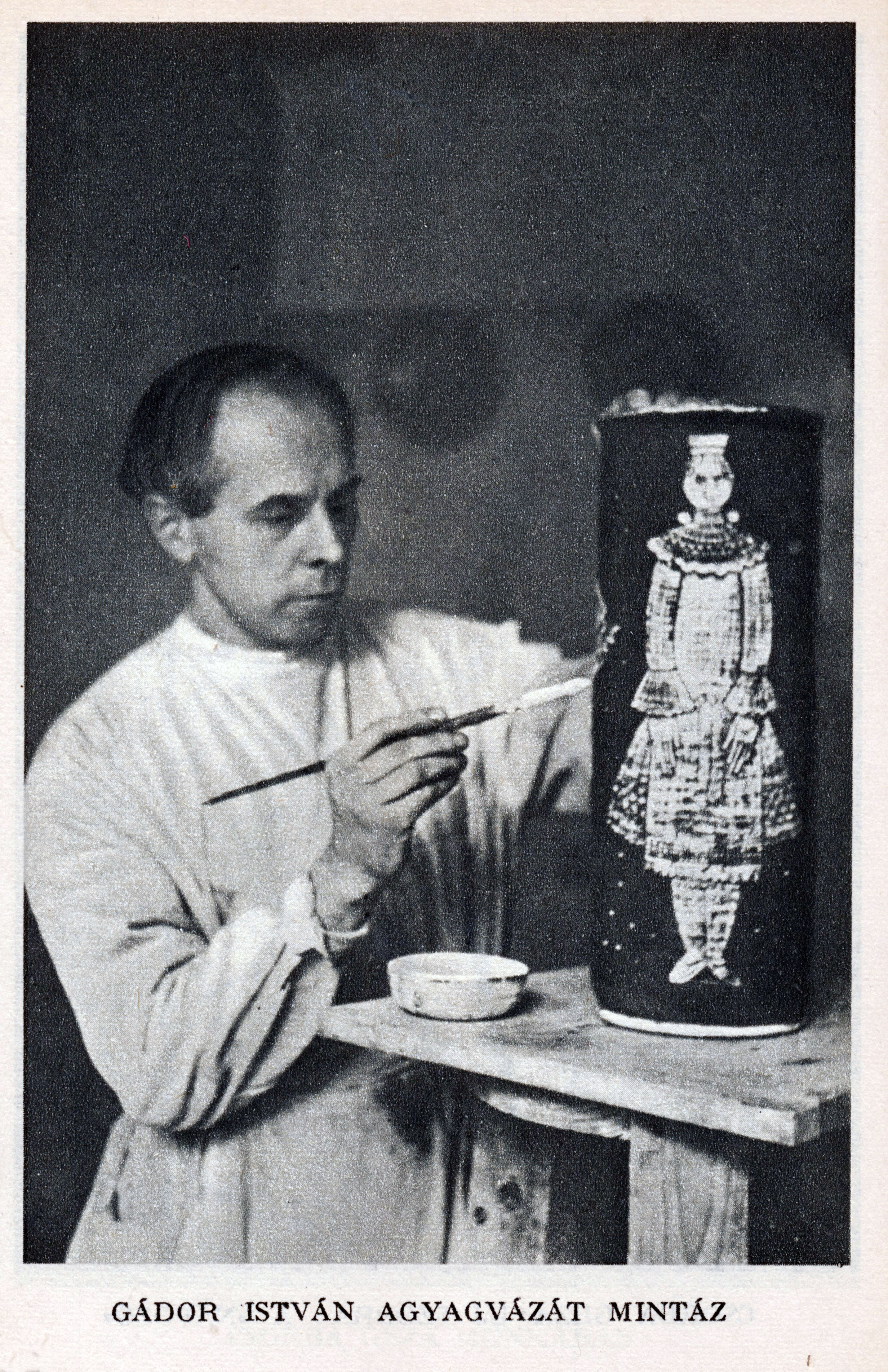
Gádor István (1938)

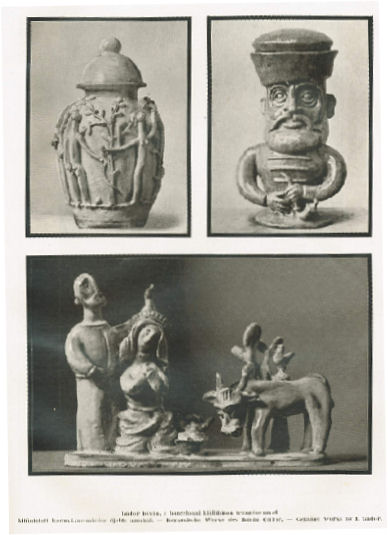
Gádor I. kerámiák 1930

Gádor István, született Steiner István (Kóka, 1891. november 11. – Budapest, 1984. július 22.) kétszeres Kossuth-díjas magyar keramikus, kiváló és érdemes művész.

## Életpályája
Steiner Sámuel (1863–1943) és Feldmann Antónia gyermekeként született. Tanulmányait 1906-tól, a Magyar Királyi Iparművészeti Iskola kisplasztikai szakán kezdte Lorántfi Antalnál. A következő évben átiratkozott a szobrászati szakra az akkor újonnan érkező tanárhoz, Maróti Gézához, majd végül Simay Imrénél fejezte be tanulmányait. Egy bécsi kiállítás láttán kezdett el kerámiával foglalkozni. A technológiát egy téglagyárban és egy kályhásmesternél sajátította el, de a művészi lehetőségeket önmaga kísérletezte ki.
Az iskola elvégzése után elhelyezkedett, és öt évig dolgozott Maróti, József utcai műtermében. Itt készítette el első saját kerámiáit 1914-ben. Később saját műtermet bérelt a Lehel úton. A Tanácsköztársaság bukása után Bécsbe ment és tagja lett a Wiener Werkstätte kerámia műhelyének, ahol hosszabb ideig dolgozott. 1920-ban Budapest VIII. kerületében házasságot kötött Réczei Erzsébettel. 1921-ben a Belveder-ben, 1922-ben az Ernst Múzeumban rendezett kiállítást, Aba-Novák Vilmossal közösen. Sajnos a Wiener Werkstätte a rossz gazdasági helyzete miatt kénytelen volt tíz művészből hatot, köztük Gádort is elküldeni. 1926-ban visszatért Magyarországra.
1925-ben Maróti Géza közbenjárására részt vehetett a monzai iparművészeti kiállításon, ahol elismerő oklevelet szerzett. Ettől kezdve szinte minden nagyobb hazai és nemzetközi kiállítás rendszeres résztvevője volt. 1928-tól Orbán Dezső Atelier-jében tanított. 1933-ban a milánói Nemzetközi Triennálén ezüstérmet, 1935-ben, Brüsszelben a Világkiállításon és 1936-ban a milánói Triennálén aranyérmet kapott. Hasonló sikerrel szerepelt New Yorkban, Párizsban és Milánóban.
1945 és 1958 között az Iparművészeti főiskola tanszékvezető tanára volt. Az iskola kerámia szakán tanított. Ismét stílust váltott, és az absztrakt művészet irányába próbálkozott. Nagy hatással volt rá Picasso, akivel személyesen is módja volt megismerkedni. Modern formájú vázáin és tálain feltűnnek Picasso festészetének stílusjegyei.
Pályája kései szakaszában nonfiguratív és konstruktivista kifejezés felé fordult. A pécsi Zsolnay porcelángyárban nagy méretű porcelán térplasztikákat készített.
Tagja volt az Országos Képzőművészeti Társaságnak, a Képzőművészek Új Társaságának, az Új Művészek Egyesületének, a Szocialista Képzőművésze Csoportjának, az Országos Iparművészeti Társulatnak, a Magyar Iparművészek Országos Egyesületének.
1955-ben a Nemzeti Szalonban, 1961-ben és 1966-ban az Ernst Múzeumban, majd 1971-ben, a Műcsarnokban volt életmű-kiállítása. 1977-ben, a siklósi Várban nyílt állandó kiállítása, 1979-ben „Pályám emlékezete” címmel Corvina Kiadó jelentette meg visszaemlékezéseit.
„Tálak, vázák, tervezésétől jutott el épületkerámiák és kertplasztikák megformálásáig.”
„A modern hazai kerámia megteremtője. Pályája korai szakaszában groteszk formálású állatszobrokat készített., majd összefoglaló, egyszerűsített formákból építette fel kompozícióit. Munkásságát pályakezdésétől fogva szobrászi érdeklődés jellemezte. Műveiben feldolgozta a hazai fazekasság motívumvilágát és formakincsét, majd a 40-es évek közepétől bontakozott ki organikus stíluskorszaka. Pályája kései szakaszában a nonfiguratív kifejezésmód felé fordult, elvont nyelvezetű faliképeket is tervezett.”

## Kitüntetései

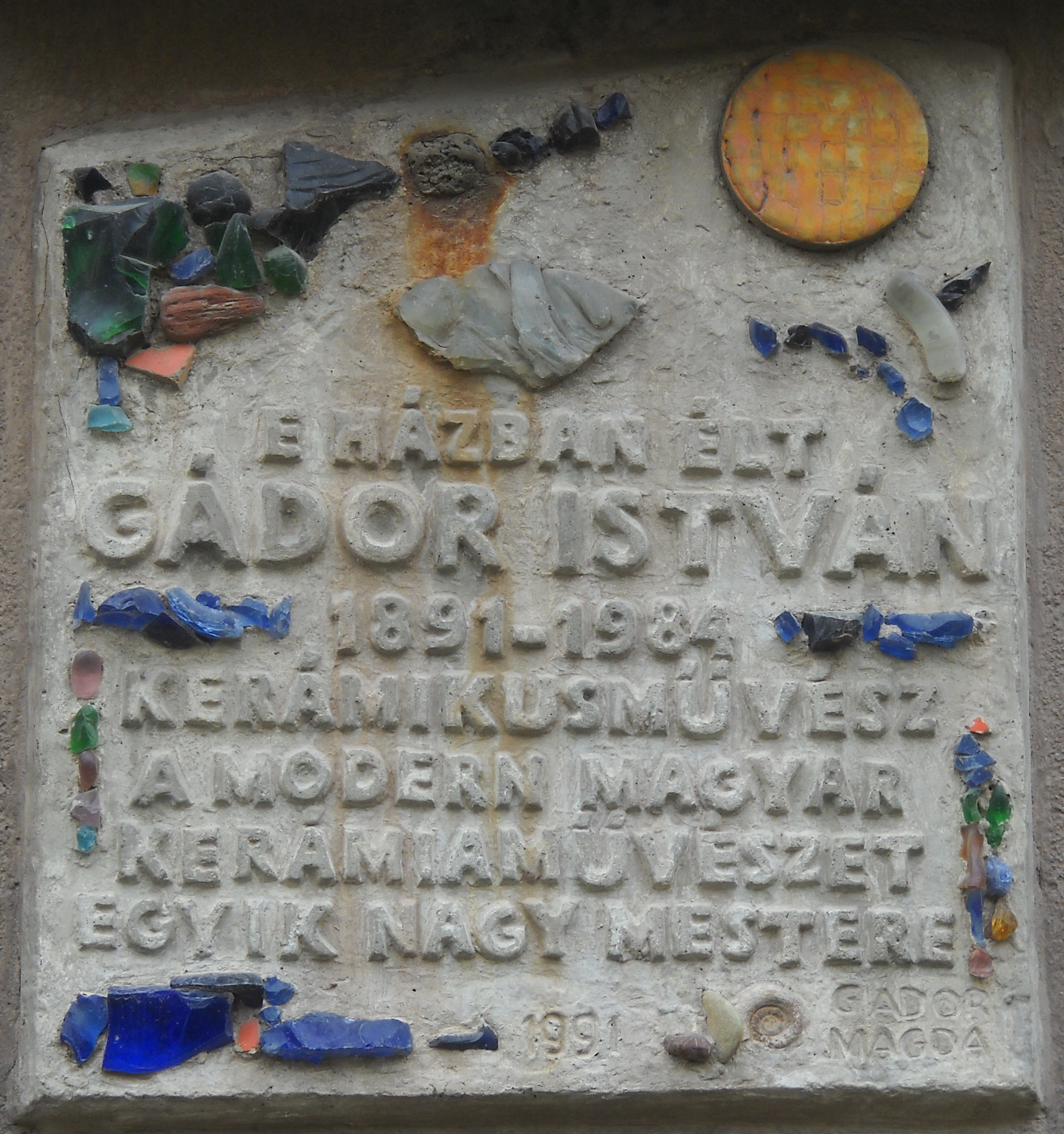
Gádor István emléktáblája egykori lakhelyén, a Cházár András utca 18. szám alatt

- Milánói Nemzetközi Triennálé ezüstérem (1933)
- Brüsszeli Világkiállítás aranyérem (1935)
- Milánói Triennálé aranyérem (1936)
- Párizsi Világkiállítás aranyérem (1937)
- Kossuth-díj (1955, 1975)
- Brüsszeli Világkiállítás aranyérem (1958)[8]
- Prága, Nemzetközi Kerámia Kiállítás aranyérem (1962)[8]
- Érdemes művész (1962)[8]
- Kiváló művész (1967)
- Munka Érdemrend arany fokozata (1971)[8]
- Szocialista Magyarországért érdemrend (1976)
- SZOT-díj (1979)

## Néhány alkotása
(Gádor István keramikus alkotásainak pontos száma nem ismert. A következőkben leírtak alkotó munkájának csak kiragadott példái).

- Hullámos váza. 1922. Jelezve a talprészen: Gádor I 22. M: 18 cm
- Kaspó plasztikus dísszel. 1920 körül. Jelezve a talprészen: Gádor, Eger. M: 7,5 cm
- Csikó. 1920–30 között. Jelezve a hátsó lábon bekarcolva: Gádor. M: 25 × 21 cm
- Váza kígyót fogó gólyával. 1920-as évek. Jelezve a talprészen: Gádor. M: 15 cm
- Tehén. 1920–30 között. Jelezve a talpán: Gádor. M: 14 × 22 cm
- Törzsi figura. 1920-as évek eleje. Gádor „primitív expresszionizmus”-nak nevezett korszakából. Jelezve bekarcolva a talpon: Gádor. M: 40 cm
- Őzike. 1930-as évek. Jelezve a talprészen. M: 14 × 16 cm
- Madárt formázó váza. 1930-as évek. M: 40,5 cm
- Gordonkás. 1930-as évek. M: 16 cm
- Menyecske főkötővel. 1930 körül. M:28,5 × 21 cm
- Lány népviseletben. 1930 körül. M: 28 × 21 cm
- Anyaság. 1930 körül. M: 29,5 cm
- Bábfaragó. 1935. Jelezve a tárgy hátulján, bekarcolva: Gádor 35. M: 22 cm
- Lány népviseletben. 1930–40-es évek. M: 22, 5 cm
- Magyaros stílusú, fali és hamuzó tálak. 1930–40-es évek. Méretek: Jézus mennybemenetele: 7,5 × 8 cm, Szív alakú hamutál: 10 × 10 cm, Madaras hamutál: 7 × 10 cm
- Hamutál juhásszal. 9 × 9 cm.
- Vörösmázas váza. 1940 körül. M: 19 cm
- Váza madarakkal. 1940-es évek. M: 26 cm
- Hullámos díszítésű váza. 1940-es évek. A tulajdonos elmondása alapján Gorka Géza nógrádverőcei műtermében készült, amit a mázhasználat alá is támaszt. M: 30 cm
- Picasso modorában festett váza. 1950 körül. M: 36 cm
- Absztrakt tál két alakkal. 1950 körül. M: 20 cm.
- Palack váza. 1950 körül. M: 31 cm
- Zsiráf. 1950-es évek. M: 32 cm
- Falitál, a szabadság allegóriája I. 1950-es évek. Picasso stílusában festve. M: 29 cm
- Falitál, a szabadság allegóriája II. 1950-es évek. M: 29 cm
- Bagoly váza. 1950-es évek. M: 13 cm
- Absztrakt figura. 1950-es évek. Jelezve a talprészen: Gádor. M: 40 cm
- Tölcsér nyakú váza. 1950-es évek. M: 34 cm
- Ádám és Éva váza. 1958–60 között. M: 38 cm
- Váza. 1958–60 között. M: 32,5 cm
- Tálka halas motívummal. 1960–61 között. M: 19 cm
- Kakas. 1962–66 között. M: 25 cm

## További információk

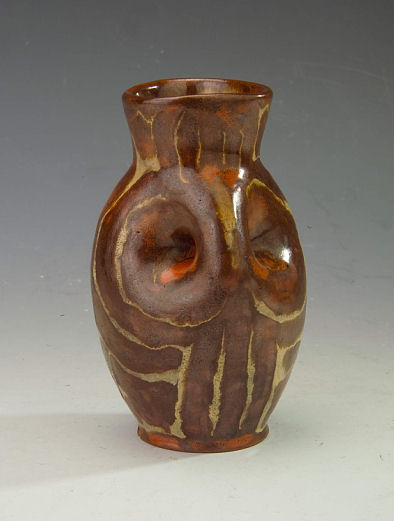
Bagoly váza. 1950 körül

## Források

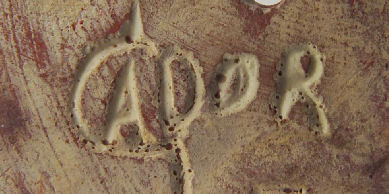
G.I. jelzése

### Egyéni kiállítások
- 1921, 1922. Belvedere, Budapest
- 1929, 1930, 1935. Tamás Galéria, Budapest
- 1954. Nemzeti Szalon, Budapest (kat.)
- 1961. nst Múzeum, Budapest (kat.)
- 1965. Krakkó.
- 1966. Ernst Múzeum. Budapest, Gádor István és tanítványai (kat.)
- 1967. Collgium Hungaricum. Bécs. (Kondor Bélával és Vilt Tiborral)
- 1969. Városi Galéria. Miskolc.
- 1971. Műcsarnok. Budapest.
- 1972. Horváth M. utcai Kiállítóterem. Szeged, Vármúzeum, Siklós állandó kiállítás
- 1973. Magyar Kultúra Háza. Berlin.
- 1977. Vármúzeum, Siklós (kibővített állandó kiállítás)
- 1982. Gádor Múzeum. Vác. (állandó kiállítás).
- 1984. Helikon Galéria. Budapest.

### Válogatott csoportos kiállítások
- 1945. a Szociáldemokrata Párt képzőművészeinek kiállítása, Ernst Múzeum, Budapest
- 1946. Magyar Képzőművészetért
- 1948. Az Iparművészeti Múzeum új szerzeményei, Iparművészeti Múzeum, Budapest
- 1950. 1. Magyar Képzőművészeti kiállítás, Műcsarnok, Budapest
- 1958. Világkiállítás, Brüsszel
- 1959. Nemzetközi Kerámia Kiállítás, Oostende • Gmunden
- 1962. Ungerskt Konsthantverk, Stockholm, XXXI. velencei biennále, Velence, Szabadság és Nép, Csók Galéria, Budapest
- 1962, 1966. Nemzetközi Kerámia Kiállítás, Prága
- 1963. Modern magyar kerámia, Royal Festival Hall, London, Nemzetközi Kerámia Kiállítás, Faenza
- 1966. Magyarországi fajansz és keménycserép, Iparművészeti Múzeum, Budapest
- 1967. Nemzetközi Szabadtéri Szobrászati Biennálé, Middelheim Park, Antwerpen
- 1968, 1970, 1972, 1974, 1978 • I–IV., VI. Országos Kerámia Biennálé, Pécs
- 1969. Európai kerámiaművészet, Iparművészeti Múzeum, Budapest, Magyar iparművészeti kiállítás, El-Borg Hotel Képtár, Kairó
- 1973. Magyar iparművészek kiállítása, Magyar Kultúra Háza, Berlin
- 1975. Jubileumi Iparművészeti kiállítás, Műcsarnok, Budapest • Magyar kerámia és textil, Moszkva
- 1978. Mai magyar iparművészet, Belgrád
- 1995. XX. századi magyar keramikusok. Válogatás az Iparművészeti Múzeum gyűjteményéből, Iparművészeti Múzeum, Budapest.

### Köztéri művei
- 1950. Épületdísz (kerámia, XX. ker., Zamárdi u. 14.)
- 1952. Ókori szüret (kerámia falikép, Balatonfüred, Állami Borpince)
- 1956. Őz, Kutya (kerámia, Országos Mezőgazdasági Kiállítás)
- 1960. Falikép (kerámia, 13 db, Metropol Szálló, söröző)
- 1963. Falikép (kerámia, Bécs, Collegium Hungaricum)
- 1964. Faliképek (kerámia, Siófok, Lidó Szálló)
- 1965. Falikép (kerámia, Siófok, Balaton Szálló)
- 1967. Falikép (kerámia, Fészek Klub)
- 1967. Térplasztika (kerámia, Berlin, Magyar Nagykövetség)
- 1968. Falikép (kerámia, Rátkai Márton Színészklub)
- 1968. Konstrukció (kerámia falborítás, Százhalombatta)
- 1976. Porcelán díszítőplasztika (Kecskemét, Szakmunkásképző Intézet)
- 1977. Térplasztika (félporcelán, Helsinki, Magyar Nagykövetség)
- 1978. Hármas kompozíció (samott, Miskolc, Tanácsház tér)
- 1978. Térkompozíció (samott, Miskolc, Sportcsarnok)
- 1978. Plasztika (samott, Miskolc)
- 1978. Térforma (samott, Miskolc, 11. sz. Általános Iskola)
- 1979. Porcelánplasztika (megsemmisült, talapzata még látható - Városliget, Kis Botanikuskert)
- 1981. Térplasztika (félporcelán, Szeged, MTA Biológiai Kutató Intézet).

### Művek közgyűjteményekben
- Iparművészeti Múzeum, Budapest
- Váci Értéktár, Vác
- Gorka Múzeum, Verőce.

## Képgaléria

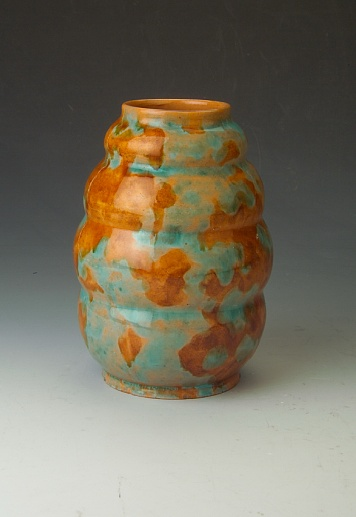
Hullámos váza. 1922
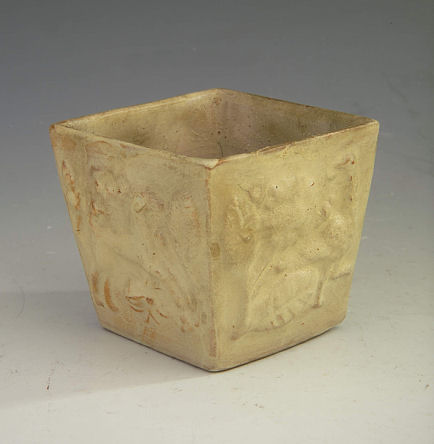
Kaspó plasztikus dísszel. 1920 körül
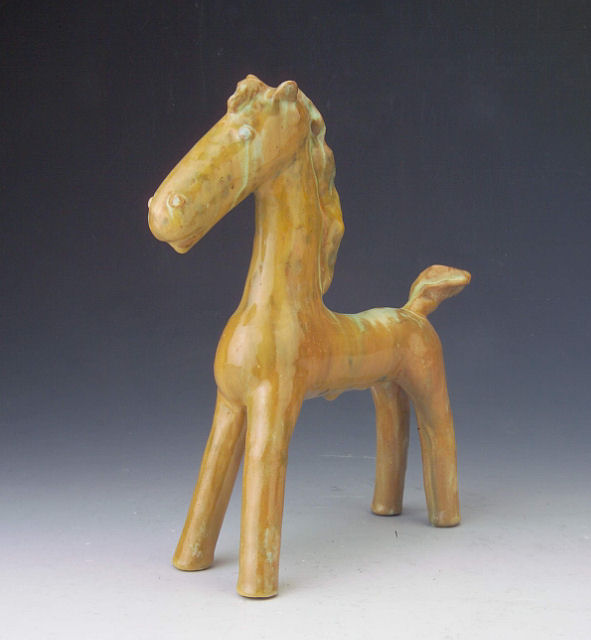
Csikó. 1920–30 között
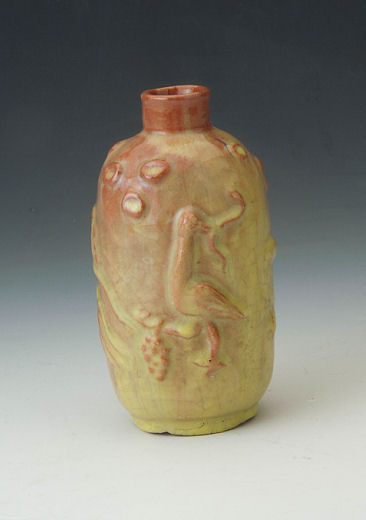
Váza kígyót fogó gólyával. 1920 körül
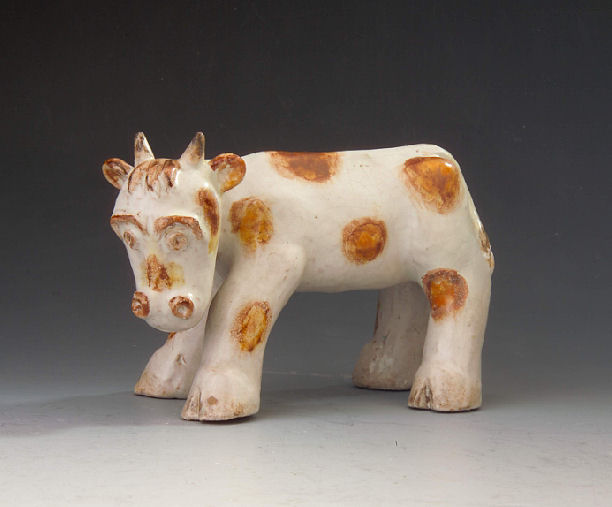
Tehén. 1920–30 között
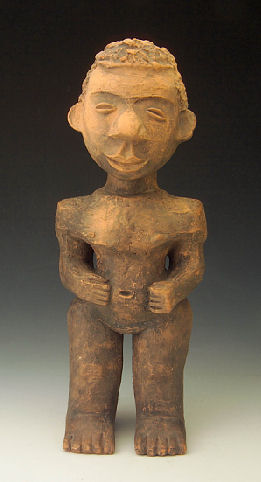
Törzsi figura. 1920-as évek
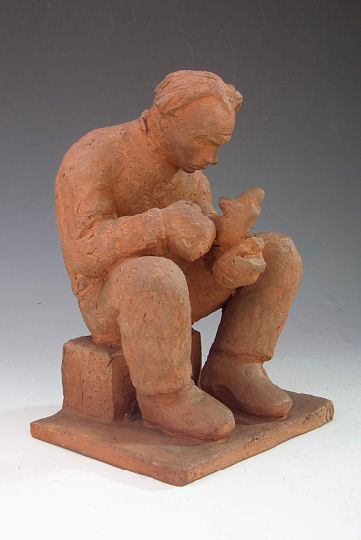
Bábfaragó. 1935 körül
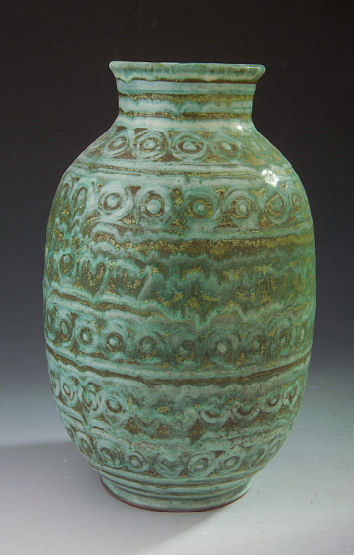
Hullámos díszítésű váza. 1940 körül